# Centre Catòlic de Sants
Centre Catòlic de Sants és una entitat cívica fundada a Sants (Barcelona) el 25 de juliol de 1878 que duu a terme activitats culturals, de formació, esportives i d'esplai, com ara el teatre amb la representació dels Pastorets o el cant coral amb la Coral Estel. Les seccions sempre tenen presents els principis fundacionals de l'entitat d'ajudar la gent a adquirir formació des d'un sentit cristià de la vida i a partir de la Declaració Universal dels Drets Humans. El centre ha tingut i té una important vida social i cultural a Sants com a espai de trobada i difusió de moltes iniciatives que s'han afegit a les propostes pròpies de l'entitat. Com a reconeixement d'aquesta vitalitat, l'any 2003 va rebre la Creu de Sant Jordi de la Generalitat.

## Història
El fundador fou el rector de la parròquia de Santa Maria de Sants, mossèn Francesc de Paula Cruselles, i un grup format pels senyors Mujal, Codorniu, Guardiola, Guarro, Nubiola, Corrales, Subirà i d'altres. Provisionalment s'instal·là la seu social a un local del carrer Alcolea, fins que el 27 de juny de 1880 es va fer la inauguració a l'actual local. Per a aquell acte, mossèn Jacint Verdaguer compongué la poesia La Puresa, que fou llegida per un soci. El 5 de gener de 1890 s'aprovaren el reglament i els estatuts. Publicaren el portaveu Fulletó (1922-1934).
El 1928 fundaren al Centre la Biblioteca Popular de Sants, i el 1931 acolliren al grup Saba Nova, de la Federació de Joves Cristians de Catalunya. Durant la guerra civil espanyola la seu social fou cremada, i no es va poder inaugurar un nou local fins al 1955. Van fomentar les activitats de cant coral i pessebrisme. El 2003 va rebre la Creu de Sant Jordi per la significació de la seva presència, durant tot aquest temps, a l'antiga vila i avui barri barceloní, des d'una marcada vocació popular i un gran esperit de servei. Actualment té seccions de cant coral, tennis taula i teatre.

## Pastorets
Amb l'arribada de les festes de Nadal, el quadre escènic del Centre Catòlic de Sants fa les representacions dels Pastorets a les instal·lacions teatrals de l'associació. La secció dedicada a les arts escèniques, creada l'any 1890, disposa d'una Escola de Teatre i és l'encarregada d'escenificar cada any aquesta representació tradicional, basada en l'obra de Josep Maria Folch i Torres.